# José Ricardo Marques
José Ricardo Marques (Nova Friburgo, 8 de outubro de 1964). Ainda criança, mudou-se para São Gonçalo, também no Rio de Janeiro, onde estudou em escolas públicas, formando-se em Técnico em Máquinas Navais.

## Biografia
Foi jogador de futebol, com atuação em times de base. O início da carreira se deu no futebol de salão e depois de campo, com atuação por longo período no Fluminense.
Cumpriu período militar no 3° Batalhão de Infantaria de Niteroi e participou da Comissão Desportiva do Exército, como exímio nadador, recebendo Honra ao Mérito por seu desempenho e desenvoltura.
Graduou-se em Direito pela Faculdade de Ciências Políticas no Rio de Janeiro.
Iniciou suas atividades profissionais no ramo moveleiro, primeiro em Niterói, na loja Serra Antiga e, em seguida, migrou para vendas corporativas, com atuação na Security e L'atelier. O seu talento e habilidade para vendas se provou neste período, com o alcance de metas e superação de expectativas. A sua atuação lhe trouxe reconhecimento e inúmeras premiações. 
Em 1989, recebeu o convite para atuar na divisão de arquivos pela empresa Aceco, empresa que mais tarde se tornaria a maior empresa da América Latina em segurança física e construção de data centers.
Em 1993, aceitou o desafio de atuar em Brasília, e despontou como exímio negociador junto à esfera governamental. Pela Aceco TI, interagiu no setor de tecnologia da informação, especialmente na construção de data center seguro e segurança física de estruturas críticas de TI, com a instalação de bankers, a exemplo das estruturas do Banco do Brasil, Caixa Econômica Federal, Correios, Serpro, Dataprev, Datasus, TSE, ITI, dentre outros. Tais ações lhe deram reconhecimento no Brasil e no mundo como um dos maiores especialistas na área.
Durante uma década levou comitivas de dirigentes de TI para feiras e congressos no exterior, principalmente na Alemanha, quando ocorria a maior feira de TI no mundo, em Hanover – CEBIT.
Foi ainda grande protagonista nas principais instalações de arquivos, bibliotecas e museus, visto como um dos mais exímios articuladores na preservação e memória de acervos públicos, o que o levou a ser nomeado Diretor do Arquivo Nacional, vinculado ao Ministério da Justiça e Segurança Pública.
Ricardo Marques teve e tem um papel de destaque no setor cultural. Como Secretário de Cultura no Distrito Federal, no governo de Maria Abadia, contabilizou muitas entregas para o setor, como a inauguração do Complexo Cultural da República, fato marcante na Capital, por ser a útlima obra do arquiteto Oscar Niemeyer, na Esplanada dos Ministérios. Em seu discurso, ao lado do Presidente Lula, Governador Roriz e Abadia, além de diversas autoridades, enfatizou a importância do desenvolvimento humano a partir da cultura e chamou a atenção dos presentes para a importância da economia criativa para o país. Aprovou na Copresb a instalação do Clube do Choro, destaque cultural de Brasília, momento que levou todos os participantes a uma profunda emoção.
Também como relator na Compresb, permitiu a entrada do Banco do Brasil e Caixa Econômica a instalar seus data centers no Parque Tecnológico de Brasília, e abriu caminho para a criação do hoje Biotic.
Marques foi figura fundamental na criação do Parque Tecnológico, participou inclusive como vice presidente do Sindicato da Indústria da Informação – SINFOR, ligado à Federação de Indústrias, do qual foi Conselheiro e vice presidente do Sindicato do Serviços de Informática, ligado à Federação do Comércio.
Contribuiu para a aprovação da Lei 25.750, de maio de 2005, que busca preservar todas as estruturas de data center no DF, a única lei de preservação de dados e informações críticas no país. Foram muitos os fatos marcantes como Secretário de Cultura, dentre eles a inauguração do Teatro da Caesb, com a atriz Fernanda Montenegro e a abertura do Festival de Cinema, que teve a participação do ator Selton Melo, que interagiu para que a abertura do Festival se desse com o filme do produtor Braza, morador do Gama, no Distrito Federal, e foi aclamado por mais de 2,5 mil pessoas, que foram recebidas por Marques à entrada do Teatro.
Além da graduação em Direito, Marques é pós graduado em Ciências Políticas pela UPIS em Brasília e é pós graduando em Licitações e Contratos Públicos pelo IDP. Participou de alguns cursos de especialização na FGV, em marketing e gestão de negócios. No Insead, um dos maiores centros de formação de executivos no mundo, concluiu mais uma especialização em gestão de negócios, em Fontainebleou – França, com alguns dos maiores nomes do planeta, no comando de grandes corporações. O mesmo ocorreu na Havard Business School e, recentemente, concluiu MBA em gestão de valor, marketing e vendas, pela, com a mentoria direta do empresário Flávio Augusto.
Marques foi professor da maior universidade privada do Centro Oeste, UNICEUB, em administração e marketing, é articulista, jornalista e delegado da ANI em Brasília, com a produção de vários artigos. Assina te coluna semanal no segundo maior jornal do Rio de Janeiro, O Dia, com temas atuais.

## Carreira política
Foi homenageado com Títulos de Cidadão Honorário de Brasília, Taguatinga, São Gonçalo/RJ e São Luís/MA, além de Monções por suas atividades empresariais, sociais, como também de gestor público, especialmente àquelas ligadas à cultura e tecnologia da informação.
Recebeu comendas como a Medalha da Polícia Civil do DF, por ocasião de seus 200 anos, do Corpo de Bombeiros do DF, Marinha do Brasil e Aeronáutica, entre outras premiações no Brasil e no exterior.
José Ricardo Marques, considerado um gestor público de eficiência, tem forte ligação com a Política, considerado um analista político assertivo e como Cientista Político, faz análises tanto da política de Estados e Municípios, quanto do aspecto nacional e geopolítico. Foi candidato a Deputado Federal pelo PTB em 2010 e Presidente de Partido Político – PR.
José Ricardo Marques é considerado empreendedor e empresario com visão à frente de seu tempo, sempre inovando e traçando cenário com identificação de tendências futuras em várias áreas e setores, tanto da política, quanto da econômia e geo política.
Como Diretor do Arquivo Nacional, entre tantos serviços prestados e resultados de destaque, inaugurou o Arquivo da Humanidade, no extremo do Pólo Norte, local construído para receber memória e informações documentais de todo o planeta. Segundo a CNN, um dos 10 fatos mais importantes na ocasião.
Como Secretario de Cultura, recebeu e abrigou, por aproximadamente 5 anos, o famoso carnavalesco Joãosinho Trinta, criando o Instituto Joãosinho Trinta, responsável por projetos de cunho cultural em todo o país.
Foi Secretário Municipal de Itatiaia, no Rio de Janeiro, de Desenvolvimento Econômico e Inovação, implantou o primeiro modelo de Cidade Biossegura no país, com índices festejados de controle microbiológico, especialmente no período mais crítico da Pandemia de Covid-19.
Secretário Executivo da AMAB – Associação dos Municípios Adjacentes a Brasília, reunindo mais de 22 municípios na sua gestão e responsável pelo modelo de desenvolvimento dos municípios ligados à RIDE.

## Carreira Atual
Ricardo Marques, está à frente da Index Participações, empresa especializada em consultoria de gestão estratégica e gestão corporativa. É denominado CVO – Chief Vision Officer, responsável por desenvolver e comunicar a visão de empresas reunidas dentro da Index. Definição estratégica, inovação e transformação, alinhamento organizacional, desenvolvimento de parcerias e colaboradores integram algumas de suas tarefas.
A Index Participações tem em sua carteira a SASBIO, especializada em saúde de alta performance e no tratamento de ambientes, eliminando e combatendo microrganismos prejudiciais à saude humana, a Global Service, especializada em serviços facilitys e prestação de mão de obra, além da Elemental Ambiental, que trata de revitalização em áreas degradas e meio ambiente.
Como advogado atuante, é advogado sênior da RM Advogados Associados, com escritórios em Brasília e Rio de janeiro e parcerias em Estados como Maranhão, Amazonas e Paraná, também participa de uma das maiores bancas de Portugal, onde tambem é advogado. A RM possui equipe de ponta e atende nos ramos do Direito Empresarial, do Consumidor, da Cultura, Direito Digital, Direito da Saúde, Ambiental, Direito do Idoso e outras áreas consideradas temáticas. Na última gestão da OAB DF, atuou como Secretário Geral da Comissão do Direito da Saúde e na OAB RJ como Secretário Geral da Comissão da Advocacia do Futuro. Está dedicado aos temas ligados ao Meio Ambiente e Clima e Inteligência Artificial.
É Conselheiro da ABRACS – Associação Brasileira do Cidadão Sênior e defende a Pessoa Idosa, é um incentivador da chamada Econômia Prateada.
Como Mestre Maçon, inaugurou a Loja Honra e Tradição, pertencente ao Grande Oriente.
Marques e sua esposa são Pastores Evangélicos e pretendem em breve lançar modelo inovador de evangelização e projetos sociais.
Botafoguense, segue seu time de coração nas competições que participa.
Apaixonado por esportes, tem como um dos hobbis o motociclismo.